# Lopača
Lopača es una localidad de Croacia en el municipio de Jelenje, condado de Primorje-Gorski Kotar.

## Geografía
Se encuentra a una altitud de 312 m s. n. m. a 159 km de la capital nacional, Zagreb.

## Demografía
En el censo 2011 el total de población de la localidad fue de 87 habitantes.
| Gráfica de población de Lopača 1857-2011                            |
|                                                                     |
| Según los censos de población de la oficina estadística de Croacia. |